# ラファエル・フリューベック・デ・ブルゴス
ラファエル・フリューベック・デ・ブルゴス（Rafael Frühbeck de Burgos, 1933年9月15日 - 2014年6月11日）は、スペインの指揮者。スペイン・ブルゴスの出身。本名はラファエル・フリューベック（ラファエルが名、フリューベックが姓）で、デ・ブルゴスは「ブルゴス（出身）の」という意味である。

## 人物・来歴
1933年生まれ。父はドイツ人、母はドイツ系スペイン人で、キャリアも両国にまたがっている。ビルバオとマドリードの音楽院でヴァイオリンやピアノ、作曲を学んだ後、ミュンヘン高等音楽学校に留学して優等で卒業した。指揮科でリヒャルト・シュトラウス賞を授与される。
フランス・スペイン音楽とドイツ・オーストリア音楽の両方をメジャーレパートリーとした。ベルリン放送交響楽団とベルリン・ドイツ・オペラとライン・ドイツ・オペラの音楽監督や、ビルバオ交響楽団の首席指揮者やウィーン交響楽団とモントリオール交響楽団の音楽監督を歴任しただけでなく、欧米各地のオーケストラに客演してきた。またスペイン国立管弦楽団の音楽監督も長く務めた。なお、フィラデルフィア管弦楽団を指揮して米国デビューを果たしている。
数々のレーベルにまたがって積極的な録音活動を行なっており、代表的音源にメンデルスゾーンの『エリヤ』、モーツァルトのレクィエム、オルフの『カルミナ・ブラーナ』、ビゼーの『カルメン』、ファリャの管弦楽曲集などが挙げられる。1997年にベルリン放送交響楽団を率いて来日した際、サントリーホールで収録されたブラームスの交響曲第1番の演奏風景は、2006年にDVD化されており、きわめて評価が高い。

## 日本での活動
読売日本交響楽団へは1974年に初登場。1980年には同楽団の4代目の常任指揮者を務めた。その後も同楽団の首席客演指揮者、名誉指揮者（1990年 - ）を務め、同楽団での公演回数は169回にもなった。とりわけスペイン音楽の演奏は評価が高く、アンコール曲として頻繁に取り上げられたヒメネスの『ルイス・アロンソの結婚』間奏曲は、フリューベックの代名詞とも呼ばれ好評であった。2012年に同楽団で公演したのが日本最後の公演となった。

## 引退表明と死
2012年にデンマーク国立交響楽団の首席指揮者に就任していたが、体調悪化のため2014年6月4日に引退が表明された。日本でも2日後の6月6日に指揮活動より引退することが報道された。「私は癌に侵されており、主治医たちとの協議の結果、今後の一切の指揮活動を中止するべきとの結論に達しました。私自身、とても残念ですが、プロフェッショナルとして活動を続けることが保証できない以上、引き際がやってきたことを認めざるをえません」とコメントを寄せた。その5日後の6月11日、スペインのナバラ州パンプローナ市内の病院で死去した。80歳没。